# 冷漠
冷漠或無情指缺乏情感、興趣及關切之心。冷漠的人保持著冷淡的態度，或會抑壓著擔憂、興奮、動機及或激情，並失去對生命以及世界在情感、社會、靈性、哲理和實質的關心和興趣。

## 字義
無情原形容人冷漠、無感情，甚或不留情面。

## 表情圖示
😐（Unicode：U+1F610）是一個象徵淡定的繪文字，但通常用於表達輕微的刺激、擔憂或無聊的幽默感，另外還帶有多種含義。

## 外部連結
- 维基语录上有关Apathy的语录
- The Roots of Apathy（《冷漠的根源》） – Essay By David O. Solmitz
- Apathy – McMan's Depression and Bipolar Web, by John McManamy